# Оксиморфон
Оксиморфо́н или 14-гидроксидигидроморфинон (продается под торговыми марками Numorphan и Opana) — мощный полусинтетический опиоидный анальгетик.
Препарат предназначен для уменьшения сильной боли. Облегчение боли после инъекции начинается примерно через 5–10 минут, после перорального приема препарат начинает действовать примерно через 30 минут (и длится около 3–4 часов). Период полувыведения оксиморфона намного быстрее при внутривенном введении, и поэтому препарат чаще всего используется перорально. Как и оксикодон, который метаболизируется в оксиморфон, оксиморфон имеет высокий потенциал злоупотребления.

## История
Препарат был разработан в Германии приблизительно в 1914 году, запатентован в США компанией Endo Pharmaceuticals в 1955 году и одобрен для медицинского использования в январе 1959 года (как в США, так и в других странах).
В июне 2017 года Управление по санитарному надзору за качеством пищевых продуктов и медикаментов США (FDA) обратилось к Endo Pharmaceuticals с просьбой удалить данный продукт с рынка США. Отчасти это произошло из-за эпидемии опиоидов в США и того факта, что изменение состава 2012 года не смогло остановить незаконные инъекции наркотиков. В ответ Endo через месяц добровольно удалила Opana ER с рынка.
Непатентованные версии оксиморфона с пролонгированным высвобождением, производимые компанией по производству дженериков и специализированных фармацевтических препаратов Amneal Pharmaceuticals, все еще доступны в США.

## Медицинское использование
Оксиморфон немедленного высвобождения показан для облегчения боли от умеренной до сильной, например, для лечения острой послеоперационной боли.
Таблетки с пролонгированным высвобождением оксиморфона показаны для лечения хронической боли и только для людей, которые уже регулярно принимают сильные опиоиды в течение длительного периода. Таблетки оксиморфона с немедленным высвобождением рекомендуются при прорывной боли людям, принимающим версию препарата с расширенным высвобождением. По сравнению с другими опиоидами оксиморфон обладает аналогичной обезболивающей эффективностью.
В Соединенных Штатах оксиморфон является контролируемым веществом Списка II с кодовым номером административно контролируемых веществ (ACSCN) 9652.
Таблетки оксиморфона ER следует принимать натощак.

## Доступность

### Бренды и формы
Endo Pharmaceuticals продает Оксиморфон под торговыми марками Opana и Opana ER. Opana ER была отозвана производителем в 2017 году, что сделало ее недоступной в США. Однако препараты как IR (немедленного высвобождения), так и ER (пролонгированного высвобождения) доступны под общим названием Oxymorphone и Oxymorphone ER и предоставляются множеством различных лабораторий.
Оксиморфон также доступен в виде инъекций для стационарного применения, доступен для IV (внутривенной), IM (внутримышечной) и SC (подкожной) инъекции.
Обычно используется лекарственная форма с пролонгированным высвобождением (ER) с модифицированным высвобождением, которая изменяет фармакокинетику лекарственного средства.

### Пероральные лекарственные формы
Оксиморфон выпускается в различных дозах.
| IR таблетки | ER таблетки |
| ----------- | ----------- |
| 5 mg        | 5 мг        |
| 10 mg       | 7.5 мг      |
|             | 10 мг       |
|             | 15 мг       |
|             | 20 мг       |
|             | 30 мг       |
|             | 40 мг       |

## Побочные эффекты
Основные побочные эффекты оксиморфона аналогичны другим опиоидам, но наиболее распространенными побочными эффектами являются запор, тошнота, рвота, головокружение, сухость во рту и сонливость. Этот препарат вызывает сильное привыкание, как и другие опиоиды, и может привести к химической зависимости.

## Передозировка
Как и в случае с другими опиоидами, передозировка оксиморфона характеризуется недостаточной вентиляцией дыхания, сонливостью, переходящей в ступор или кому, слабостью скелетных мышц, холодной и липкой кожей, иногда замедлением сердечного ритма и низким кровяным давлением. В тяжелых случаях передозировки могут возникнуть апноэ, сосудистый коллапс, остановка сердца и смерть.

## Правовой статус
В России оксиморфон входит как наркотическое средство в Список I Перечня наркотических средств, психотропных веществ и их прекурсоров, подлежащих контролю в Российской Федерации (оборот запрещён).

## Физические свойства
Гидрохлорид оксиморфона представляет собой белые кристаллы или белый или грязно-белый порошок. При длительном воздействии света темнеет, однако это не влияет на его фармакологические свойства. 1 г оксиморфона растворяется в 4 мл воды, малорастворим в этаноле и диэтиловом эфире. Температура плавления: 248—249 °C.

## Химия
Коммерчески оксиморфон производится из тебаина, небольшое количество которого содержится в маке опийном (Papaver somniferum), однако тебаин был найден в больших количествах (3%) в корнях мака восточного (Papaver orientale). Так же может быть синтезирован из морфина или оксикодона, является активным метаболитом последнего.
Оксиморфона гидрохлорид представляет собой белые кристаллы без запаха или порошок от белого до почти белого цвета. Цвет оксиморфона становится темнее при длительном воздействии света. Один грамм гидрохлорида оксиморфона растворим в 4 мл воды и умеренно растворим в спирте и эфире. Он разлагается при контакте со светом.

## В популярной культуре
Известный российский репер OXXXYMIRON связывает свой псевдоним с данным анальгетиком.